# Eduard Gaffron
Carl Eduard Gaffron (* 26. November 1861 in Lippstadt; † 27. März 1931 in Berlin) war ein deutscher Augenarzt und einer der bedeutendsten Sammler präkolumbischer Kunst zu Beginn des 20. Jahrhunderts.
Eduard Gaffron folgte 1892 seinem Bruder, dem Kaufmann Hermann Adolph Gaffron, nach Peru. In Lima eröffnete er eine der ersten spezialisierten Augenarzt-Praxen des Landes. 1900 heiratete er Johanne Hedwig Elise Emilie von Gevekot, mit der er zwei Kinder hatte. Im Laufe seines über 20-jährigen Peru-Aufenthaltes trug er über 11.000 Objekte verschiedener präkolumbischer Kulturen zusammen. Zentral für sein Sammlungsnetzwerk war dabei der Club Germania in Lima, dem er seit 1903 als Direktor vorstand. 1912 kehrte Gaffron nach Deutschland zurück und ließ sich in Berlin nieder, wo er 1931 verstarb.
Teile der Sammlung Gaffron finden sich in zahlreichen Museen weltweit, darunter im Museum für Völkerkunde zu Leipzig, im Museum Fünf Kontinente, im Lippischen Landesmuseum, im Världskulturmuseet in Göteborg, im British Museum in London, im Bernischen Historischen Museum oder im The Art Institute of Chicago.
Eduard Gaffron war der Vater des Biochemikers Hans Gaffron.